# Apollonis (Gattin des Attalos I.)
Apollonis (altgriechisch Ἀπολλωνίς Apollōnís; † wohl kurz vor 159 v. Chr.) war die Ehefrau des Königs Attalos I. von Pergamon und Mutter seiner vier Söhne, Eumenes II., Attalos II., Philetairos und Athenaios.
Apollonis stammte aus Kyzikos und zwar aus bürgerlichem Haus. Sowohl in literarischen als auch in inschriftlichen Überlieferungen wird sie aufgrund ihrer Bescheidenheit und Frömmigkeit bewundert sowie für ihren Verzicht auf ehrgeizige politische Aktivitäten und die Erziehung ihrer Söhne als Idealkönigin gelobt. Die brüderliche Eintracht unter ihren Söhnen, bei denen sich laut Plutarch die Jüngeren stets schützend vor den Ältesten als ihren König stellten, war ein herausragendes Merkmal der attalidischen Königsfamilie, während sich die anderen hellenistischen Dynastien ihrer Zeit untereinander blutig bekämpften.
Apollonis hat ihren Mann um viele Jahre überlebt und ist in hohem Alter wahrscheinlich gegen Ende der Herrscherzeit Eumenes’ II. († 158 v. Chr.) gestorben; ihr Todesjahr kann nur ungenau zwischen die Jahre 175 und 159 v. Chr. datiert werden. In ersterem Jahr war sie noch am Leben, da sie in diesem anlässlich der Thronbesteigung des Antiochos IV. gemeinsam mit ihrem Sohn eine athenische Gesandtschaft empfing. Als Eumenes II. um das Jahr 160/159 v. Chr. in Hierapolis seiner Mutter einen Tempel weihte, ließ er im beigefügten Epigramm ihren Aufstieg zu den Göttern vermerken, der wohl kurz davor geschehen ist. Spätestens nach ihrem Tod wurden ihr tatsächlich göttliche Ehren zu teil, indem sie in Teos als „fromme, herabsteigende Göttin“ (thea Apollonis eusebes apobateria) verehrt wurde und als Teilhaberin (Synnaos) am Kult der Aphrodite partizipierte. Eumenes II. und Attalos II. erbauten ihrer Mutter in Kyzikos einen Tempel, dessen Reliefs mythische Beispiele von Kindesliebe darstellten; Attalos II. ließ ihr auch in Pergamon eine Statue aufstellen.
Die von Eumenes II. gegründete Stadt Apollonis wurde nach seiner Mutter benannt.